# Secrétaire Davenport
Un secrétaire Davenport (parfois connu sous le nom de secrétaire Devonport) est un petit secrétaire dont la surface de travail est constituée par un abattant relié au meuble par des charnières et qui dissimule un large compartiment destiné au rangement du papier et des instruments d'écriture. Le secrétaire Davenport dispose de tiroirs sur l'un de ses flancs, ils peuvent parfois être dissimulés à l'aide d'un panneau.
Le front du meuble repose sur de petites colonnes qui sont souvent sculptées, ou parfois sur des pieds en cabriole. Au XIXe siècle les secrétaires Davenport possèdent différents styles.
La forme du secrétaire est tout à fait particulière ; le haut du meuble est semblable à un ancien bureau d'écolier, tandis que le bas est plutôt similaire à une partie d'un bureau à double piédestal. Le bois d'acajou était privilégié pour la fabrication du secrétaire Davenport, mais il est aussi possible de rencontrer de magnifiques exemplaires réalisés en bois de palissandre ou en ronce de noyer.
Ce meuble doit son nom au Capitaine Davenport qui a été le premier à demander sa conception à la société Gillows of Lancaster, vers la fin du XVIIIe siècle. Dans un sens, il pourrait également être considéré comme un bureau de campagne bien qu'il n'existe pas de documents qui indiquent si le Capitaine Davenport faisait partie de l'Armée britannique ou de la Royal Navy.
Ce style de secrétaire a été populaire au cours du XIXe siècle. Par ailleurs il a fait l'objet de nombreuses copies au cours du XXe siècle, les ébénistes considérant le secrétaire Davenport comme un meuble intéressant à réaliser.
Le secrétaire Davenport ne doit pas être confondu avec le sofa Davenport, un meuble qui a été conçu au début du XXe siècle par une société nommée A.H Davenport and Company, établie à Boston.
|  |  |  |  |
|  |  |  |  |

## Sources
- Aronson, Joseph. L'Encyclopédie des meubles. 3e ed. New York: Crown Publishers, 1966.
- Gloag, John. Un Dictionnaire Complet des meubles. Woodstock, New York: Négliger Press, 1991.